# Andarás perdido por el mundo
Andarás perdido por el mundo é um livro de contos do escritor Óscar Esquivias, publicado em 2016 (Edições do Vento). Está composto por catorze relatos, escritos quase todos eles em primeira pessoa. Todos os textos tinham aparecido anteriormente em diferentes revistas literárias, catálogos de exposições ou publicações coletivas.
O título alude à maldição de Yavé contra Caín no Génesis por ter matado a seu irmão Abel e faz referência à multiplicidade de palcos dos relatos (Burgos, Roma, Florencia, Madri, Oña, Gorea, Mtsensk, Londres, Santa Mónica, Paris...) e aos próprios viajes interiores das personagens ou a sua desorientación existencial. Um dos temas recorrentes do livro é a descoberta do mundo por parte de meninos e adolescentes e a homossexualidade.
Sanz Villanueva tem assinalado que o estilo de Esquivias mistura as técnicas realistas de velho cunho com uma ironía posmoderna.
Em diferentes contos há homenagens explícitas a escritores como Leskov, Céline, Chéjov e Dickens e a outros artistas como Berlioz, Greta Garbo ou Clarence Brown. Vários dos relatos nasceram a partir de fotografias de Francisco Sánchez Montalbán e David Palacín.

## Antologías
Em 2019 o autor publicou uma antología pessoal com seus contos favoritos, intitulada El chico de las flores. De Andarás perdido por el mundo seleccionou «Todo un mundo lejano», «Curso de natación», «La Florida» e «El misterio de la Encarnación».